# Siyani Chambers
Siyani Chambers (Golden Valley, 14 dicembre 1993) è un cestista statunitense.